# لادیسلاف پشک
لادیسلاف پشک (چکی: Ladislav Pešek؛ ۴ اکتبر ۱۹۰۶ – ۱۳ ژوئیهٔ ۱۹۸۶) بازیگر اهل چکسلواکی بود.
از فیلم‌ها یا برنامه‌های تلویزیونی که وی در آن نقش داشته است، می‌توان به آدلا هنوز شام نخورده، آخرین داوری و گردان اشاره کرد.